# Canını Seven Kaçsın
Canını Seven Kaçsın — третий студийный альбом турецкой певицы Айлин Аслым, релиз которого состоялся 10 июня 2009 года. Турецкое издание Hürriyet включило альбом Canını Seven Kaçsın в десятку лучших за 2009 год, он оказался на 5 месте.

## Об альбоме
Презентация Canını Seven Kaçsın прошла в JJ Balans Performance Hall (Balo Sokak, Beyoğlu) 22 апреля 2009 года. В альбоме 8 песен, слова к ним написала Айлин. Продюсерами альбома стала Айлин и Sarp Özdemiroğlu.

## Список композиций
- Sen Mi?
- Kızlar Anlar
- Hoşuna Gitmedi Mi-Kızkaçıran
- Güzel Gözlü Güzel Çocuk
- İçtim İçtim
- Aşk Geri Gelir
- K.A.L.P.
- Güzel Günler

## Клипы
| Название                     | Видеоряд                                             | Дата выхода    |
| ---------------------------- | ---------------------------------------------------- | -------------- |
| Sen Mi?                      | Архивная копия от 4 марта 2016 на Wayback Machine    | 2009           |
| Hoşuna Gitmedi Mi-Kızkaçıran | (недоступная ссылка)                                 | 2009           |
| Aşk Geri Gelir               | Архивная копия от 17 августа 2012 на Wayback Machine | 5 октября 2010 |

Режиссёром клипа на песню Aşk Geri Gelir выступил Onur Yayla.
Производство: Dirty Cheap Creative.

## Участники
- Айлин Аслым — продюсер, вокал, тексты, музыка, аранжировка
- Övünç Dan — музыка, аранжировка, гитара, бас, бэк-вокал
- Ayça Sarıgül — бас
- Sarp Özdemiroğlu — продюсер, аранжировка, гитара, клавишные, запись/монтаж/микс
- Barış Yıldırım — аранжировка, гитара
- Mert Alkaya — ударные
- Safa Hendem — музыка, аранжировка, гитара, акустическая гитара, бас
- Mehmet Cem Ünal — аранжировка
- Ali Seval — акустическая гитара
- Atakan Sırakaya — запись ударных
- Çağlar Türkmen — мастеринг
- Ali Vatansever — фотографии
- Bahar Heper — orijinal takı tasarım
- Ebru Karaağaç — менеджер, представитель по связям с общественностью

## Чарты
- песня İçtim İçtim – 1 (август 2009 года), хит-парад "15 песен" от журнала Roll, опубликован в номере журнала за август-сентябрь-октябрь 2009 года, выпуск № 143
- альбом Canını Seven Kaçsın – 1 (июль 2009 года), хит-парад "15 альбомов" от журнала Roll, опубликован в номере журнала за июль 2009 года, выпуск № 142